# ژولیا برگمن
ژولیا برگمن (پرتغالی: Júlia Bergmann; ۲۱ فوریهٔ ۲۰۰۱) بازیکن والیبال زن آلمانی‌تبار اهل برزیل است.